# The Moody Blues

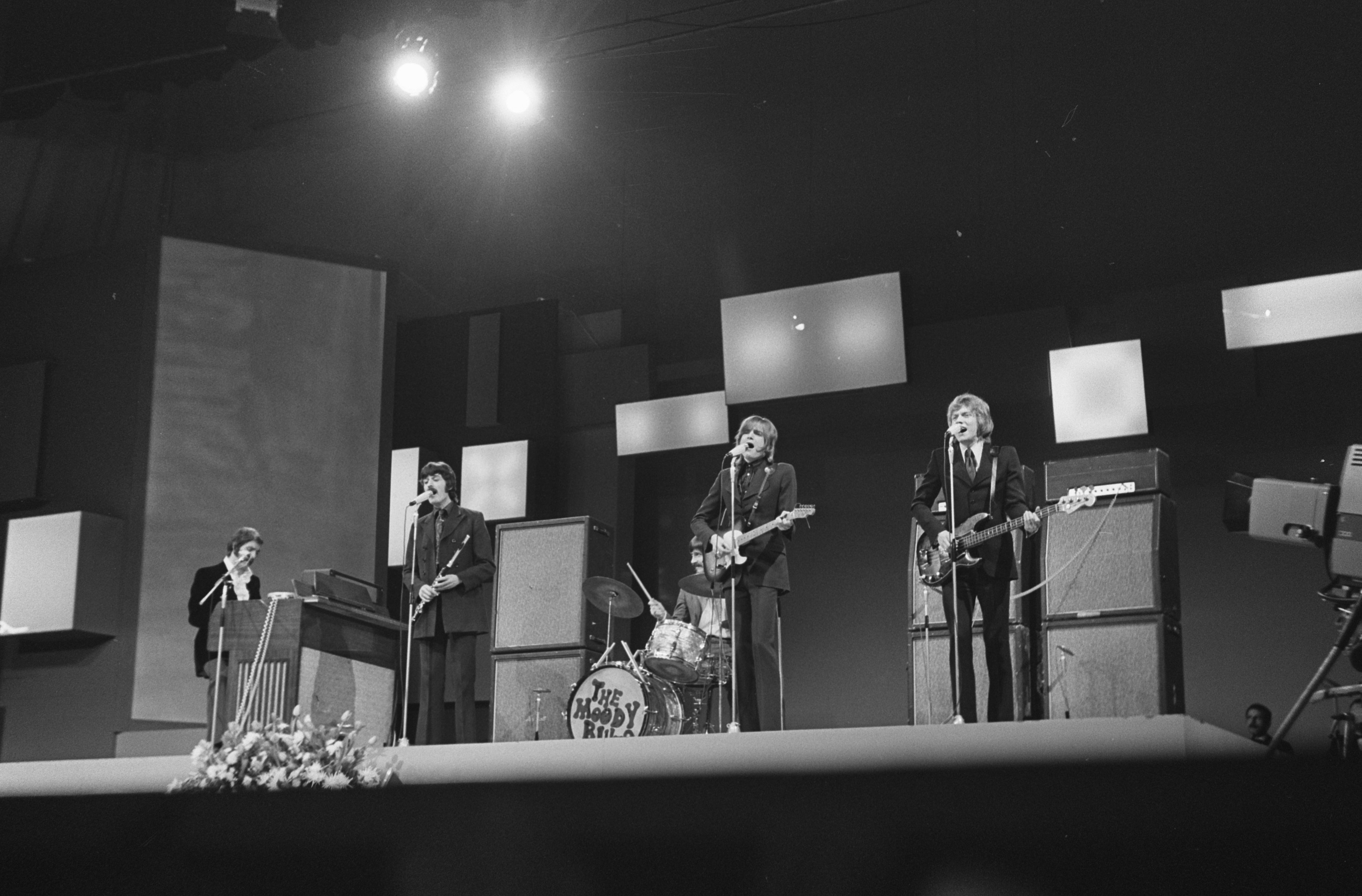
The Moody Blues (1969)

A The Moody Blues egy angol rock együttes  volt a British Invasion időszakából, amely 1964-ben Birminghamben jött létre. Az együttes a Beatlesszel együtt turnézott az Amerikai Egyesült Államokban. A Moody Blues 1974-ben feloszlott és 1977-ben állt ismét össze. Ez a korszak 1990-ig tartott.

## Tagjai
Az alapító tagok: Michael Pinder és Ray Thomas eredetileg rhythm and blues alapú zenét játszottak Birminghamben, 1964-ben Graeme Edge és még sokan mások közreműködésével, aztán később csatlakozott John Lodge és Justin Hayward, akik inspirálták és kifejlesztették a zenekar progresszív rock stílusát.

## Diszkográfia

### Stúdióalbumok
- 1965: The Magnificent Moodies
- 1967: Days of Future Passed
- 1968: In Search of the Lost Chord
- 1969: On the Threshold of a Dream
- 1969: To Our Children's Children's Children
- 1970: A Question of Balance
- 1971: Every Good Boy Deserves Favour
- 1972: Seventh Sojourn
- 1978: Octave
- 1981: Long Distance Voyager
- 1983: The Present
- 1986: The Other Side of Life
- 1988: Sur La Mer
- 1991: Keys of the Kingdom
- 1999: Strange Times
- 2003: December

### Egyéni albumok
Eredeti felállás (Denny Laine, Clint Warwick, Mike Pinder, Ray Thomas, & Graeme Edge)
- 1964. augusztus – Lose Your Money
- 1964. november – Go Now! (több évvel később felhasználták a Spitting Image egyik epizódjában, mikor egyre nőtt a nyomás, hogy Margaret Thatcher mondjon le.) – UK #1 / U.S. #10
- 1965. február – I Don't Want to Go on Without You – UK #33
- 1965. május – From the Bottom of My Heart – UK #22 / U.S. #93
- 1965. október – Ev'ry Day – UK #44
- 1966. március – Stop! – U.S. #98
- 1966. július – This Is My House (But Nobody Calls) – U.S. #119
- 1966. október – Boulevard de la Madeleine
- 1967. január – Life's Not Life

Laine & Warwickot Justin Hayward & John Lodge helyettesíti
- 1967. május – Fly Me High
- 1967. augusztus – Love and Beauty"
- 1967. november – Nights in White Satin (3:06 edit)/Cities – UK #19
- 1968 – Tuesday Afternoon (2:16 edit)/Another Morning – U.S. #24
- 1968 – Voices in the Sky – UK #27
- 1968 – Ride My See-Saw – UK #42 / U.S. #61
- 1969 – Never Comes the Day – U.S. #91
- 1970 – Question – UK #2 / U.S. #21
- 1971 – The Story in Your Eyes – U.S. #23 (az Egyesült Királyságban az együttes kérésére nem adták ki)
- 1972 – Isn’t Life Strange – UK #13 / U.S. #29
- 1972 – Nights in White Satin (4:26 edit)/Cities (új kiadás) – UK #9 / U.S. #2
- 1973 – I’m Just a Singer (In a Rock 'n' Roll Band) – UK #36 / U.S. #12
- 1975 – Blue Guitar (Justin Hayward & John Lodge) – UK #8 / U.S. #94
- 1978 – Steppin’ In a Slide Zone (3:29 edit) – U.S. #38
- 1978 – Driftwood – U.S. #59

Mike Pinder helyére Patrick Moraz lép
- 1981 – Gemini Dream – U.S. #12
- 1981 – The Voice – U.S. #15 (#1 Album Rock hit)
- 1981 – Talking Out of Turn – U.S. #65
- 1983 – Blue World – UK #35 / U.S. #62
- 1983 – Sitting at the Wheel – U.S. #27
- 1983 – Running Water
- 1986 – Your Wildest Dreams – U.S. #9 (#1 Adult Contemporary hit)
- 1986 – The Other Side of Life (4:49 edit) – U.S. #58
- 1988 – I Know You’re Out There Somewhere – UK #52 / U.S. #30
- 1988 – No More Lies

Moraz távozásával négytagú lesz az együttes
- 1991 – Say It with Love/Lean on Me (Tonight)
- 1991 – Bless the Wings
- 1999 – English Sunset